# DI Service
DI Service er et branchefællesskab i DI, som samler alle DI's medlemsvirksomheder, som definerer sig selv som servicevirksomheder. DI Service virker dermed som en platform til fremme af servicevirksomhedernes interesser.
DI Service ledes af branchedirektør Mette Rose Skaksen.

## Formål
- at styrke den faglige udvikling og det tværgående sammenhold blandt DI Services medlemsvirksomheder.
- at sikre en stærk profilering i offentligheden af DI Service og DI Services synspunkter.
- at varetage branchens interesser såvel udadtil overfor regering, Folketing og offentlige myndigheder som indadtil over for DIs øvrige medlemmer.

## Fokusområder
DI Service arbejder med en lang række forskellige emner af interesse for servicevirksomhederne i Danmark. Nogle af de mest centrale fokusområder for DI Service er:
- Offentligt-privat partnerskab (OPP)
- Uddannelse og integration i serviceerhvervene
- Rekruttering, fastholdelse og tiltrækning af udenlandsk arbejdskraft
- Innovation i servicesektoren

Arbejdet med fokusområderne sker gennem blandt andet netværksaktiviteter, undersøgelser og politisk interessevaretagelse.

## Foreninger tilknyttet DI Service
Som branchefællesskab fungerer DI Service som en paraplyorganisation for diverse foreninger i servicesektoren. Følgende branche- og arbejdsgiverforeninger er tilknyttet DI Service:
- Servicebranchens Arbejdsgiverforening (SBA)
- Brancheforeningen for Vask og Tekstiludlejning (BVT)
- Vagt- og SikkerhedsIndustrien (VSI)

## Ekstern henvisning
- DI Service